# Paesi Bassi caraibici
I Paesi Bassi caraibici o Isole BES (in olandese Caribisch Nederland; in papiamento Hulanda Karibe) comprendono tre isole caraibiche olandesi: Bonaire, Sint Eustatius e Saba.
Queste isole sono state integrate nel Regno dei Paesi Bassi dopo la dissoluzione delle Antille Olandesi avvenuta il 10 ottobre 2010.
Ciascuna isola ha assunto lo status di municipalità speciale dei Paesi Bassi ed è governata da un vicegovernatore, avente funzioni molto simili a quelle del sindaco delle municipalità ordinarie.

## Suddivisioni amministrative

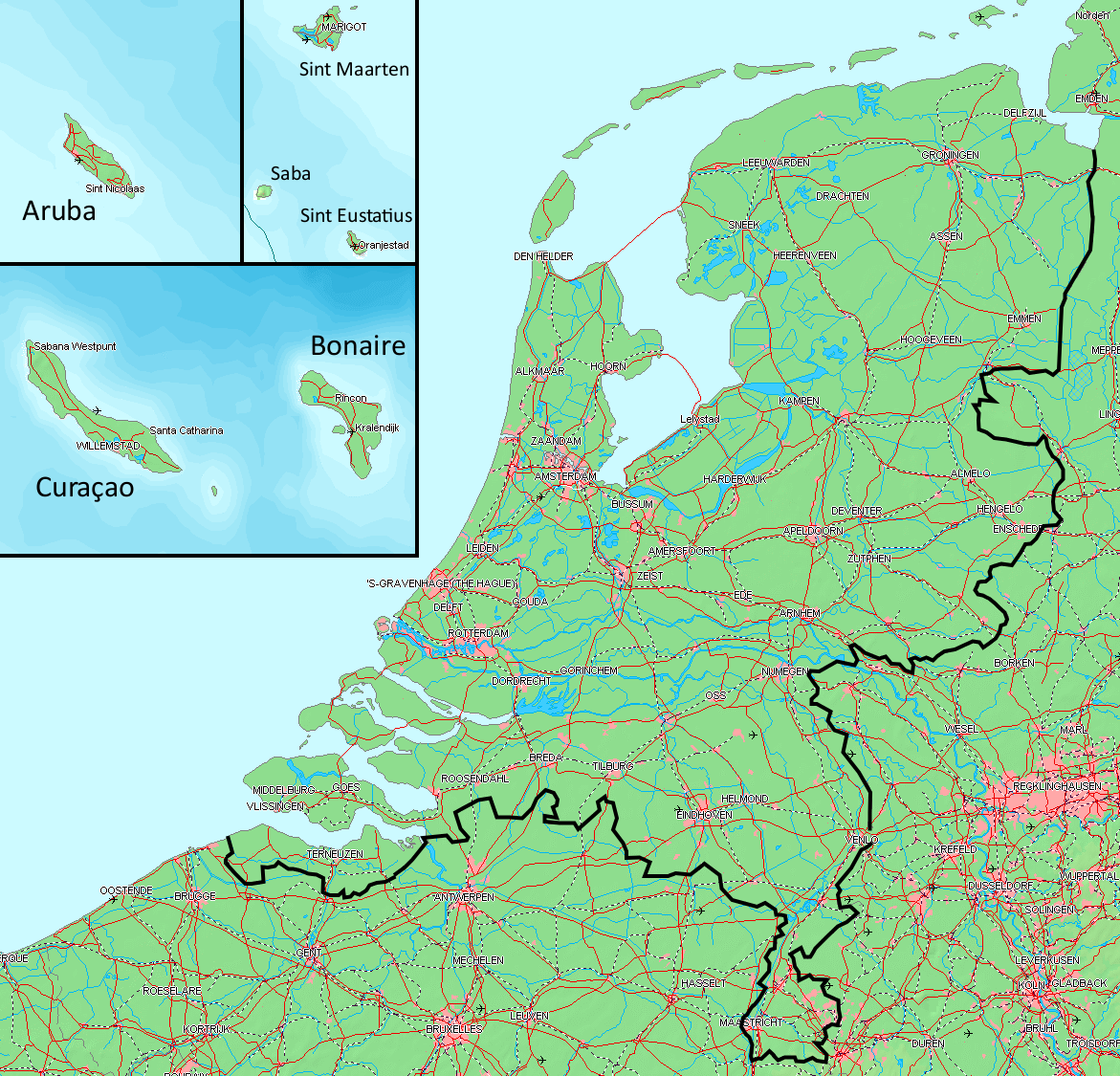
Carta geografica del Regno dei Paesi Bassi.

Secondo la legge delle entità pubbliche e conformemente all'Art. 134 della Costituzione dei Paesi Bassi del 1815, Bonaire, Sint Eustatius e Saba in quanto Entità pubbliche o Municipalità speciali non fanno parte di alcuna provincia dei Paesi Bassi. A loro volta, queste entità sono sotto la custodia dell'Ufficio Nazionale dei Caraibi Olandesi.
| Bandiera                  | Nome           | Capitale   | Città principale | Area (km²) | Popolazione 1-1-2010 | Densità (per km²) |
| ------------------------- | -------------- | ---------- | ---------------- | ---------- | -------------------- | ----------------- |
| Bonaire (bandiera)        | Bonaire        | Kralendijk | Kralendijk       | 288        | 13 389               | 46                |
| Sint Eustatius (bandiera) | Sint Eustatius | Oranjestad | Oranjestad       | 21         | 2 886                | 137               |
| Saba (bandiera)           | Saba           | The Bottom | The Bottom       | 13         | 1 737                | 134               |
| Totale                    | Totale         | Totale     | Totale           | 322        | 18 012               | 56                |